# Луций III
Луций III (лат. Lucius PP. III; в миру Убальдо Аллучиньоли, итал. Ubaldo Allucingoli; 1097 — 25 ноября 1185 года) — Папа Римский с 1 сентября 1181 года по 25 ноября 1185 года.

## До избрания
Убальдо Аллучиньоли родился около 1100 года и был уроженцем Лукки и, возможно, был членом влиятельной семьи Аллучиньоли. В 1138 году был возведён Иннокентием II в кардинала-диакона Сан-Адриано, в мае 1141 года — кардинала-священника Санта-Прасседе. В 1158 году Папа Адриан IV посвятил его в сан епископа Остии и Веллетри. Последовательно исполнял обязанности легата во Франции и Сицилийском королевстве. В 1177 году Убальдо Аллучиньоли участвовал в Венецианском конгрессе, на котором состоялось примирение Фридриха Барбароссы с Александром III. После конгресса был назначен одним из арбитров, на чьё рассмотрение было предоставлено решение о правомочности оспоренного императором завещания Матильды Тосканской, передавшей свой лен Святому Престолу.

## Понтификат
1 сентября 1181 года Убальдо Аллучиньоли, к этому моменту декан и старейший по возрасту в коллегии кардиналов, был избран в Веллетри на папский престол и принял имя Луций III. 6 сентября 1181 года Луций III был коронован в Веллетри, так как его предшественник Александр III был изгнан римлянами ещё в 1179 году. В ноябре 1181 года Луций III достиг соглашения с горожанами и переехал в Рим, но уже в марте 1182 года уехал из столицы. Все последующие годы своего понтификата Луций III провёл в Веллетри, Сеньи, Болонье и, наконец, в Вероне.
Главной проблемой понтификата были взаимоотношения с Фридрихом Барбароссой. В 1183 году император подписал окончательный мирный договор с ломбардскими городами в Констанце, по которому города признали верховную власть империи, а император обязался не вмешиваться в их внутренние дела. Обезопасив себя от конфликта в Северной Италии, Фридрих Барбаросса отказался возвратить Тоскану Святому престолу (хотя в 1177 году было решено передать вопрос о Тоскане на арбитраж), а личная встреча Луция III и Фридриха в Вероне в октябре 1184 года осталась безрезультатной. Луций III отказался принять в сущем сане или вновь посвятить германских епископов, получивших свои епархии от антипап Виктора IV, Пасхалия III и Каликста III, хотя за этих епископов просил Фридрих Барбаросса. Когда в Трире в результате выборов появились два кандидата на архиепископство, Луций III отказался признать кандидата, одобренного императором. Папа отказался также короновать железной короной Генриха Гогенштауфена, сына и предполагаемого наследника Барбароссы.
Отношения Луция III с другими монархами были более приемлемыми. Папа отменил интердикт, наложенный его предшественником на Шотландию, а в знак примирения послал королю Вильгельму Льву золотую розу. По просьбе Вильгельма II Доброго Луций III возвёл основанный королём монастырь Монреале в ранг архиепископства. В октябре-ноябре 1184 года Луций III провёл в Вероне собор, на котором были вновь осуждены ереси катаров, вальденсов и последователей Арнольда Брешианского.
25 ноября 1185 года Луций III умер в Вероне и был погребён в местном кафедральном соборе.